# Stefan Botev
Stefan Hristov Botev (in bulgaro Стефан Христов Ботев?; Harmanli, 14 febbraio 1968) è un ex sollevatore bulgaro e in seguito australiano, medagliato olimpico e campione mondiale, che ha gareggiato nelle categorie dei pesi massimi (fino a 110/108 kg.) e dei pesi supermassimi (oltre 108 kg.).

## Carriera
Stefan Botev iniziò a mettersi in evidenza a livello internazionale nel 1987, quando vinse la medaglia d'argento ai campionati europei di Reims con 430 kg. nel totale nella categoria dei pesi massimi (fino a 110 kg.), dietro al sovietico Jurij Zacharevič (440 kg.).
L'anno seguente ottenne la stessa medaglia ai campionati europei di Cardiff con 437,5 kg., di nuovo dietro a Zacharevič (452,5 kg.), e qualche mese dopo fu convocato alle Olimpiadi di Seul 1988, dove sarebbe stato uno dei favoriti per il podio, ma dovette ritirarsi prima dell'inizio della sua gara per decisione della Federazione bulgara di sollevamento pesi, in quanto due suoi connazionali vincitori del titolo olimpico in quelle Olimpiadi, Mitko Grăblev (-56 kg.) e Angel Genčev (-67,5 kg.), furono trovati positivi alla furosemide e squalificati, pertanto, a seguito dello scandalo che ne derivò, la stessa Federazione decise di ritirare il resto della sua squadra nazionale da quei Giochi Olimpici.
Nel 1989 si rifece subito della delusione per la mancata gara olimpica, vincendo la medaglia d'oro ai campionati mondiali ed europei di Atene con 427,5 kg. nel totale, distanziando il britannico Andrew Davies (395 kg.) e il polacco Mirosław Dąbrowski (382,5 kg.).
Nel 1990 si aggiudicò di nuovo la medaglia d'oro ai campionati europei di Aalborg con 445 kg. nel totale, battendo Zacharevič (442,5 kg.) e l'altro sovietico Rezvan Gelischanov (440 kg.) e, alcuni mesi dopo, si confermò anche a livello mondiale, conquistando la medaglia d'oro ai campionati mondiali di Budapest con 440 kg. nel totale, davanti al sovietico Nail' Muchamed'jarov (390 kg.) e al greco Pavlos Saltsidis (382,5 kg.).
Dopo la stagione sportiva 1991 senza risultati degni di nota, nel 1992 prese parte alle Olimpiadi di Barcellona, restando al di sotto dei suoi standard prestativi degli anni precedenti, ma riuscendo comunque a ottenere la medaglia di bronzo olimpica con 417,5 kg. nel totale, dietro al tedesco Ronny Weller (432,5 kg.) ed al rappresentante della Squadra Unificata Artur Akoev (430 kg.).
Nel 1993 Botev iniziò a gareggiare per l'Australia ove si era nel frattempo trasferito e partecipò con la nuova maglia ai campionati mondiali di Melbourne, vincendo la medaglia d'argento con 417,5 kg. nel totale, sempre nella categoria dei pesi massimi, il cui limite nel frattempo era stato ridotto a 108 kg.
L'anno seguente vinse la medaglia d'oro ai Giochi del Commonwealth di Victoria con 360 kg. nel totale, dopo essere passato alla categoria superiore dei pesi supermassimi. Lo stesso anno ottenne la medaglia di bronzo con 435 kg. nel totale ai campionati mondiali di Istanbul.
Nel 1995 si aggiudicò un'altra medaglia di bronzo ai campionati mondiali di Guangzhou con 435 kg. nel totale.
Nel 1996 partecipò alle Olimpiadi di Atlanta, riuscendo a conquistare nuovamente la medaglia di bronzo con 450 kg. nel totale, dietro al russo Andrej Čemerkin (457,5 kg.) e a Ronny Weller (455 kg.).
Dopo aver terminato l'attività agonistica rientrò in Bulgaria e si è dedicò all'attività politica, diventando consigliere comunale della città di Sofia.
Nel 2007 Stefan Botev è stato inserito nella Hall of Fame della IWF.